# Burns London
Burns är en engelsk tillverkare av elgitarrer och basar, som grundades av Alice Louise Farrell (1908-1993) och James Ormston (Jim) Burns (1925-1998), 1959. Företagsnamnet var först Burns-Weill, och döptes sedan om till Ormston Burns Ltd. Vid sin topp på 1960-talet var Burns den mest framgångsrika gitarrtillverkaren i England.
Ormston Burns Ltd. köptes senare upp av Baldwin Piano Company 1965, då företaget döptes om till Baldwin-Burns. Burns gitarrer återinfördes 1991 under namnet Burns London, och sortimentet omfattar nu en collectors edition av den första modellen som företaget producerat.

## Historia
Grundaren Jim Burns mål var att producera en elgitarr vars kroppsdesign skulle vara mer vågad än Fender Stratocaster, samtidigt som den skulle ha fler varianter på gitarrens ljud. Detta kombinerades med en kortskalig hals på 25 tum, och Burns egna elektronik "Wild Dog", vilket gjorde det möjligt att ställa in de tre Tri-Sonic pickuperna i många olika, och ibland ovanliga kombinationer. Burnsgitarrer hade även ett egendesignat vibratosystem, vilket även användes på Gretschgitarrer.
Burns gitarrer användes av många musiker, till exempel Elvis Presley, Hank Marvin och Jimmy Page. De blev också mycket populära eftersom de var mycket billigare än modeller från amerikanska gitarrtillverkare som Fender och Gibson.
Burns tillverkade även gitarrförstärkare, till exempel så gav Burns ett par små 30-watts förstärkare till Jimi Hendrix Experience 1966, men gruppen ville istället ha "stora förstärkare för stort ljud", enligt trumslagaren Mitch Mitchell.